# Jean-Joseph Maquignaz
Jean-Joseph Maquignaz (Valtournenche 1828 - mont Blanc 1890) est un guide de montagne valdôtain. Son nom est lié à la conquête du Cervin.
Son nom de famille, parmi les plus diffusés dans le haut Valtournenche, se prononce sans le « z » final, comme pour de nombreux toponymes et noms de famille de la Vallée d'Aoste et des régions limitrophes (Savoie et Valais).

## Biographie

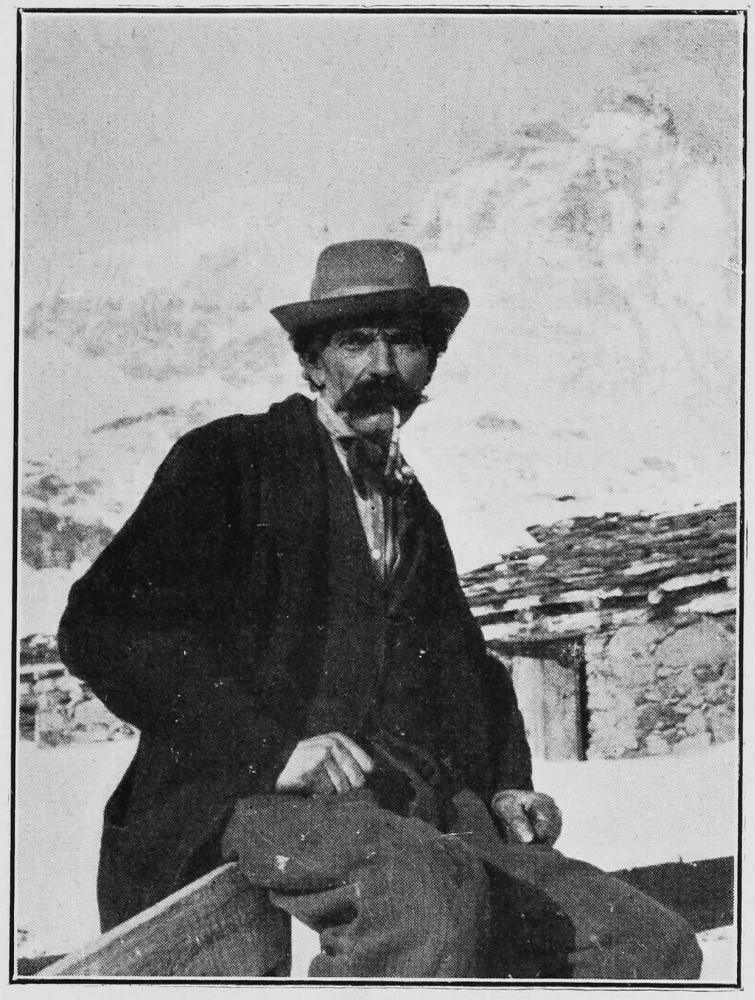

En 1865, il participe à une tentative d'ascension du Cervin, jusqu'à 3 960 m par l'arête du Lion du versant italien, menée par l'autre célèbre guide valtournain, Jean-Antoine Carrel, qui était en concurrence avec l'Anglais Edward Whymper pour la première ascension.
Maçon et tailleur de pierre de métier, Maquignaz est chargé de planter des pitons pour les clients de Carrel : Félix Giordano et Quintino Sella. Mais le 14 juillet 1865, Whymper parvient au sommet le premier par l'arête du Hörnli, versant de Zermatt (4 des 7 membres de l'expédition, dont le guide chamoniard Michel Croz se tuant à la descente). Voyant ce succès en contrebas depuis l'arête du Lion, l'expédition de Carrel renonce. Carrel réussit finalement l'ascension trois jours plus tard, sans Maquignaz avec lequel il s'était disputé au sujet de la gestion de l'équipe.
En septembre 1867, avec son frère Jean-Pierre Maquignaz, il trouve au Cervin une voie directe entièrement dans le versant italien du Breuil, alors que la voie ouverte de Carrel, passe par le versant de Tiefenmatten et l'arête de Zmutt. C'est le tracé aujourd'hui utilisé. Il participe à l'ouverture de 33 nouvelles voies, ayant notamment pour clients John Tyndall (avec lequel il fait en 1868 la première traversée du Cervin du Breuil à Zermatt, avant de faire 5 jours plus tard la traversée dans l'autre sens), Félix Giordano, et la famille Sella : Alessandro, Corradino, Gaudenzio et Vittorio.
Le 20 juillet 1882, après trois jours de préparation à planter des pitons et tailler des prises, il atteint avec son fils Baptiste et son neveu Daniel, la pointe Sella (4 009 m) de la Dent du Géant, qui a résisté à de nombreuses tentatives dans les années 1870. Ils y regrimpent le lendemain avec leurs commanditaires, les cousins Sella.
Il est aussi un précurseur de l'alpinisme en hiver, faisant avec Vittorio Sella les premières hivernales de la pointe Dufour au mont Rose, du Grand Paradis, du Cervin italien, du Lyskamm, et du mont Blanc par les aiguilles Grises.
En 1888, à l'âge de 60 ans, il accomplit la traversée du mont Blanc.
Il disparait sur le versant italien du mont Blanc, avec le guide Antonio Castagneri, un guide piémontais de Barmes (né en 1845 et auteur de 43 premières), et leur client, le comte Umberto Scarampi de Villanova, probablement à cause de la tempête des 18 et 19 juillet 1890 ; les corps n'ont jamais été retrouvés.
Deux de ses fils, Jean-Baptise et Ange, furent également des guides, tout comme son neveu Daniel Maquignaz, qui participa à de nombreuses premières, souvent avec son client anglais John Percy Farrar.